# Durazno (departement)
Durazno er et af de 19 departementer i Uruguay. Departementet har et areal på 11.643 kvadratkilometer, og et indbyggertal (pr. 2004) på 58.859.
Durazno-departementets hovedstad er byen Durazno.
33°02′34″S 56°01′41″V / 33.0428°S 56.0281°V